# Districtes Cedits
Districtes Cedits (Ceded Districts) és el nom que es va donar als districtes cedits als britànics pel nizam de Hyderabad el 1800 a canvi que aquestos tinguessin una força militar subsidiària als seus dominis adquirits de Mysore pels tractats de 1792 i 1799.
Aquestos districtes van originar els nous districtes de Bellary i Cuddapah i quatre talukes del districte de Kurnool (la resta de Kurnool estava aleshores en poder d'un nawab que era tributari del nizam i va passar a ser tributari de la Companyia Britànica de les Índies Orientals, i quan el 1833 el nawab es va revoltar el territori fou confiscat, i annexionat el 1839). El 1882 el districte de Bellary es va dividir en el de Bellary i el d'Anatapur. Els quatre districtes foren coneguts durant tota la dominació britànica com a Districtes Cedits tot i que aquesta denominació no tenia aplicació jurídica-administrativa i era merament identificativa.